# Quatuor pour piano et cordes de Lekeu
Pour les articles homonymes, voir Quatuor pour piano et cordes.
Le Quatuor pour piano et cordes en si mineur est un quatuor pour piano, violon, alto, violoncelle de Guillaume Lekeu composé en 1893. Son écriture fut interrompue par la mort du compositeur en janvier 1894. Le deuxième mouvement fut achevé par Vincent d'Indy. Il est créé le 1er février 1896 à la Société nationale de musique avec Eugène Ysaye au violon et Claude Debussy au piano.

## Structure
1. Dans un emportement douloureux et très animé
2. Lent et passionné

- Durée d'exécution : vingt cinq minutes.